# Ciemny kryształ
Ciemny kryształ (ang. The Dark Crystal) – amerykańsko-brytyjski fantastyczny film przygodowy w reżyserii Franka Oza i Jima Hensona.

## Opis fabuły
Tysiące lat temu na planecie Thra, gdy nastąpiła koniunkcja trzech słońc świecących nad planetą (Wielkie Połączenie), magiczny kryształ pękł, jeden jego odłamek zaginął, i pojawiły się dwie rasy: łagodni Mistycy i okrutni Skeksowie, którzy umieścili kryształ w Świętej Komnacie i zaczęli używać jego mocy, by przedłużać sobie życie. Przy życiu zostało już tylko dziesięciu Mistyków, a najmądrzejszy z nich jest umierający, więc musieli wezwać kogoś, kto ich uratuje – był nim Gelfling o imieniu Jen, jedyny ocalały z rodu wymordowanego przez Skeksów. Zgodnie z przepowiednią, świat miał zostać poddany próbie: albo zostanie naprawiony, albo raz na zawsze zostanie oddany we władanie złym Skeksom. Wybrańcem losu, który miał naprawić świat poprzez odnalezienie zaginionego odłamka kryształu, zanim dojdzie do kolejnej koniunkcji trzech słońc, był właśnie Jen. Mistrz Mistyków powiedział Jenowi przed śmiercią, że odłamek kryształu ma Aughra i że Jen musi ją odnaleźć. Jen wyrusza więc w długą drogę do domu Aughry. Jednocześnie dzięki mocy Ciemnego Kryształu Skeksowie dowiadują się o istnieniu Jena i każą Garthimom, wielkim krabopodobnym istotom znaleźć Gelflinga i przyprowadzić go do ich zamku. Jednocześnie skazują na banicję szambelana, który po śmierci cesarza Skeksów był pretendentem do tronu i przegrał pojedynek o sukcesję z innym Skeksem. Jen odnajduje Aughrę, która okazuje się starą pustelniczką i astronomką mającą w domu ogromne planetarium służące jej do obserwacji, słońc, gwiazd, planet i księżyców. Spośród wielu posiadanych przez nią odłamków kryształów Jen wybiera właściwy, jednak zaraz potem do domu Aughry wdzierają się Garthimowie, biorą Aughrę do niewoli i niszczą jej dom, a Jen ucieka. Słysząc wołanie Kryształu, opuszcza Dolinę Mistyków i udaje się do zamku Skeksów, by tam połączyć odłamek z Kryształem. Podczas drogi przez las spotyka Kirę – innego ocalałego Gelflinga – która potrafi komunikować się ze zwierzętami. Razem z ulubionym zwierzęciem Kiry, Fizzgigiem, udają się na nocleg do wioski Podlingów – stworzeń, które zaadoptowały Kirę po tym, gdy Garthimowie zamordowali jej rodziców. Jednak do wioski wdarli się Garthimowie, którzy schwytali większość Podlingów, jednak Jen, Kira i Fizzgig zdołali uciec. W dalszą drogę do zamku Skeksów wyruszają razem. Są jednak śledzeni przez wygnanego szambelana Skeksów.

## Obsada
- Jim Henson –
  - Jen,
  - Mistrz Rytuału skekZok,
  - Cesarz skekSo
- Kiran Shah –
  - Jen,
  - Kira,
  - Aughra
- Stephen Garlick – Jen (głos)
- Kathryn Mullen – Kira
- Lisa Maxwell – Kira (głos)
- Frank Oz –
  - Aughra,
  - Szambelan skekSil
- Billie Whitelaw – Aughra (głos)
- Dave Goelz –
  - Fizzgig,
  - Generał skekUng
- Percy Edwards – Fizzgig (głos)
- Barry Dennen –
  - Szambelan skekSil (głos),
  - Podlingi (głos)
- Michael Kilgarriff – Generał skekUng (głos)
- Jerry Nelson –
  - Mistrz Rytuału skekZok (głos),
  - Cesarz skekSo (głos)
- Steve Whitmire – Badacz skekTek
- Louise Gold – Smakosz skekAyuk
- Thick Wilson – Smakosz skekAyuk (głos)
- Brian Muehl –
  - Ornamentalista skekEkt,
  - urZah Strażnik Rytuału,
  - urSu Mistrz
- Bob Payne – Archiwista skekOk
- John Baddeley – Archiwista skekOk (głos)
- Mike Quinn – Mistrz Niewolników skekNa
- David Buck – Mistrz Niewolników skekNa (głos)
- Tim Rose – Skarbnik skekShod
- Charles Collingwood – Skarbnik skekShod (głos)
- Sean Barrett –
  - urZah Strażnik Rytuału (głos),
  - urSu Mistrz (głos)
- Dave Greenaway – urlm Uzdrowiciel
- Richard Slaughter – urIm Uzdrowiciel (głos)
- Jean Pierre Amiel – urUtt Tkacz
- Hugh Spight –
  - urAmaj Kucharz,
  - Landstrider #1
- Robbie Barnett –
  - urYod Numerolog,
  - Landstrider #2
- Swee Lim –
  - urNol Zielarz,
  - Landstrider #3
- Simon Williamson – urSol Pieśniarz
- Hus Levant – urAc Skryba
- Toby Philpott – urTih Alchemik.
- Joseph O’Conor –
  - UngIm,
  - Narrator (głos)
- Miki Iveria – Podlingi
- Patrick Monckton – Podlingi
- Sue Weatherby – Pidlingi

## Nagrody
Film otrzymał w 1983 dwa Saturny – za najlepszy film fantasy i za najlepszy plakat filmowy. Był też nominowany do Saturna za najlepsze efekty specjalne (1983) i do nagrody BAFTA za najlepsze efekty specjalne (1984).

## Źródła i linki
- Ciemny kryształ w bazie IMDb (ang.)
- Ciemny Kryształ w serwisie Rotten Tomatoes
- Ciemny kryształ w bazie Filmweb
- Informacje o budżecie